# سرجیو روندینا
سرجیو روندینا (انگلیسی: Sergio Rondina؛ زادهٔ ۱۱ مارس ۱۹۷۱) بازیکن فوتبال اهل آرژانتین است.